# Wesley Chapel
Wesley Chapel – wieś w Stanach Zjednoczonych, w stanie Karolina Północna, w hrabstwie Union.